# تحصیل بهلوال
تحصیل بهلوال (به انگلیسی: Bhalwal Tehsil) یک تحصیل در پاکستان است که در ناحیه سرگودها واقع شده‌است. تحصیل بهلوال ۱٬۰۵۶٬۶۰۰ نفر جمعیت دارد.